# Ernesto Pompeo Molmenti
Ernesto Pompeo Molmenti é um cirurgião estadunidense especializado na área de transplante de órgãos, pesquisador e autor de publicações científicas.. Atualmente trabalha em Long Island, New York. Ele é chefe de inovações cirúrgicas  e subdiretor do departamento de cirurgia do Hospital Universitário da North Shore / Northwell Health, também é professor de cirurgia, medicina e pediatria na Escola de Medicina Zucker em Hofstra / Northwell  Ele é conhecido por desenvolver uma das técnicas de reconstrução vascular que recebeu o nome de "técnica de Molmenti".

## Biografia
E.P. Molmenti nasceu em Buenos Aires, Argentina em 1964. Seu pai era cirurgião e sua mãe uma artista. Quando foi entrevistado para a residência, afirmou: "Do meu pai,eu ganhei o amor pela anatomia e cirurgia, da minha mãe, o amor pelos livros".

## Educação
Molmenti completou requisitos do processo de admissão combinada para o programa da Faculdade e Escola de medicina (MMEDIC) da Universidade de Boston com os títulos de bacharelado em arte e médico. Sua residência médica  foi no Hospital Barnes-Jewish da escola de Medicina da Universidade de Washington em St. Louis. Ele continuou estudando fazendo uma subespecialidade na área de clínica de transplante de órgãos abdominais em adultos e crianças na Universidade de Pittsburgh.

## Formação Academica
Após sua subespecialidade, ele ingressou no Centro médico da Universidade de Baylor (Baylor University Medical Center) e no Centro médico para crianças (Children’s Medical Center) em Dallas, Texas  Enquanto vivia no Texas, ele realizou transplantes de rim e pâncreas em adultos e transplantes de fígado em ambos pacientes adultos e pediátricos. Tornou-se professor associado de cirurgia e diretor de cirurgia de transplantes de rim/pâncreas da Escola de Medicina da Universidade Johns Hopkins. Ele também obteve seu título de MBA na referida escola de medicina.  Antes de se unir a Hofstra Northwell, ele foi professor de cirurgia e diretor de transplante abdominal na Universidade do Arizona. No Arizona, ele restabeleceu o programa de transplante renal pediátrico e revitalizou o programa de transplante renal em adultos. Ele também restabeleceu os programas de fígado para pacientes adultos e pediátricos como o programa de pâncreas para adultos.  Ele realizou o primeiro transplante de fígado fracionado na Universidade do Arizona, onde um único fígado foi dividido em 2 partes, a menor sendo transplantada em uma menina de 6 meses e a maior sendo transplantada em um adulto.

## Publicações / pesquisas
Molmenti foi autor e co-autor de mais de 340 artigos publicados em revistas científicas tal como The New England Journal of Medicine, The Lancet, Proceedings of the National Academy of Sciences of the United States of America, Journal of Biological Chemistry, Journal of Clinical Investigation, Journal of Experimental Medicine, Journal of Immunology, Annals of Surgery, Journal of the American College of Surgeons, American Journal of Transplantation, Journal of Pediatric Surgery, Journal of Surgical Research, Langenbeck's Archives of Surg, Liver Transplantation, Pediatric Transplantation, Radiology, Surgery, and Transplantation. Ele também escreveu oito livros: Atlas de transplante de figado (traduzido para o Chines e Japonês)  (traduzido para o Chinês e Japonês), Transplante intestinal e multiorgânico, Transplante de rim e pâncreas (traduzido para o Espanhol) , Técnica cirúrgica e anatomia básica (traduzido para o espanhol).